# Manuel Valencia (guitarrista)
Manuel Valencia Medrano (Jerez de la Frontera, Cádiz; 29 de agosto de 1984), conocido artísticamente como Manuel Valencia, es un tocaor o guitarrista flamenco jerezano de etnia gitana que desarrolla su trabajo en tres vertientes: como acompañante al cante, al baile y como solista.

## Biografía y trayectoria
Manuel Valencia es sobrino-nieto de Terremoto de Jerez, sobrino de Fernando Terremoto e hijo del palmero Diego Valencia "Tío Cabero"; sobre su árbol genealógico dice:
“Soy gitano, por los dos lados. La familia de mi padre viene de Lebrija. Familia de los Valencia, como el cantaor. Mi padre es Valencia Carrasco. Y también emparentado con los Guerrero, de La Macanita.
Por parte de madre, los Medrano de Sanlúcar. También tengo un apellido Carpio y otro Pantoja, de los Pantoja folclóricos.

Valencia, Medrano, Carrasco, Pantoja, Guerrero, Jiménez, Vargas y Carpio. Ocho apellidos gitanos”.
Criado en la barriada de La Asunción, acabó sus estudios de bachillerato y abandonó el grado superior de informática tras una llamada de Enrique el Zambo para que le acompañara en una actuación en Córdoba.
En 2004 fue finalista en el Certamen Internacional de Guitarra de la Peña Los Cernícalos (Jerez) y al año siguiente quedó en segundo lugar en el Concurso de Guitarra de Acompañamiento de la Fundación Cristina Heeren (Córdoba).
Su primer paso importante como tocaor llegaría de la mano de Gerardo Núñez, con quien estuvo de gira por Europa y le eligió como segunda guitarra en el Festival de Jerez de 2009. Al año siguiente, Manuel Valencia actúa en solitario en dicho festival.
En 2014 recibe el premio "Venencia Flamenca al Toque” 2014 por el Festival Flamenco de la Mistela y actúa como solista en la Bienal de Flamenco de Sevilla, donde le otorgan el "Giraldillo Revelación".
En 2016 saca su primer disco, "Entre mis manos".
En 2021 produjo un espectáculo para Felipa del Moreno, siendo esta su primera experiencia como productor.
En 2023 lanza una trilogía audiovisual llamada "Las tr3s orillas".
Ha acompañado a cantaores y cantaoras como La Macanita, Jesús Méndez, Manuel "Agujetas", Vicente Soto "Sordera" o Juana "la del Pipa" y a bailaores y bailaoras como Farruquito, María del Mar Moreno, Manuel Liñán o Rocío Molina. Ha participado en la Compañía de Manuel Morao en el espectáculo "Tierra Cantaora" y ha actuado para la Real Escuela Andaluza de Arte Ecuestre en París.

## Estilo
Manuel Valencia es un exponente del nuevo toque jerezano. Considera a su tío Fernando Terremoto hijo su maestro en la guitarra, el cual, junto a Manuel Morao, son sus principales referentes. Tocaores como Parrilla, Periquín, Vicente Amigo, Paco de Lucía o Moraíto Chico han sido también muy influyentes en su vida.

## Discografía y colaboraciones
| Año  | Título           | Formato     |
| ---- | ---------------- | ----------- |
| 2016 | Entre mis manos  | CD          |
| 2023 | Las tr3s orillas | Audiovisual |

Otras apariciones destacadas:
- Navidad Flamenca en Villamarta (2000), de la Asociación Cultural Flamenca Fernando Terremoto
- Nueva Frontera del Cante de Jerez (2008)
- Terremoto (2010), de Fernando Terremoto.

## Premios
| Año  | Premio                     | Entidad                         |
| ---- | -------------------------- | ------------------------------- |
| 2014 | Giraldillo Revelación      | Festival Flamenco de la Mistela |
| 2014 | Venencia Flamenca al Toque | Bienal de Flamenco de Sevilla   |